# Конвой № 3026
Конвой № 3026 — японський конвой часів Другої світової війни, проведення якого відбувалось у жовтні — листопаді 1943 року.
Пунктом призначення конвою був атол Трук (Чуук) у центральній частині Каролінських островів, де ще до війни створили потужну базу японського ВМФ, з якої до лютого 1944 року провадились операції в цілому ряді архіпелагів. Вихідним пунктом став розташований у Токійській затоці порт Йокосука (саме звідси традиційно вирушала більшість конвоїв на Трук).
До складу конвою увійшли транспорти «Санкісан-Мару», «Сойо-Мару» та «Ава-Мару», тоді як охорону забезпечували кайбокан (фрегат) «Фукує» та переобладнаний канонерський човен «Чоан-Мару № 2».
Загін вийшов із порту 26 жовтня 1943 року. Його маршрут пролягав через кілька традиційних районів дій американських підводних човнів, які зазвичай діяли поблизу східного узбережжя Японського архіпелагу, біля островів Оґасавара, Маріанських островів і на підходах до Труку. Утім, проходження конвою № 3026 пройшло без зустрічі із субмаринами, хоча й не без ускладнень. 28 жовтня «Санкісан-Мару» через технічні несправності було вимушене узяти курс на Тітідзіму (архіпелаг Оґасавара), куди прибуло в ніч на 30 жовтня у супроводі «Фукує». Інший транспорт «Сойо-Мару» спрямували для пошуків баржі, яка зірвалась з буксира в районі островів Ідзу, так що він повернувся в район за чотири сотні кілометрів від Токійської затоки. 31 жовтня «Сойо-Мару» знайшов втрачену баржу (ввечері того ж дня певне сприяння йому надало рятувальне судно № 29), але наступної доби вона затонула.
6 листопада 1943 року передовий загін конвою № 3026 прибув на Трук, причому на завершальній ділянці маршруту його зустрічав есмінець «Оіте».
9 листопада 1943 року Труку досягнуло «Сойо-Мару» у супроводі «Фукує».